# Hopman Cup 2014
|                                                             |  |  |
| Winnaars voor Frankrijk: Alizé Cornet en Jo-Wilfried Tsonga |  |  |

De Hopman Cup 2014 (met de officiële naam Hyundai Hopman Cup 2014) werd gehouden van 28 december 2013 tot en met 4 januari 2014 in de Australische stad Perth. Het was de zesentwintigste editie van het tennistoernooi tussen landen.
Dit toernooi bestaat uit wedstrijden in het damesenkelspel, herenenkelspel en gemengd dubbelspel. In de finale won het als derde geplaatste Frankrijk van eerste reekshoofd Polen, met 2–1. Dit was de eerste keer dat Frankrijk de Hopman Cup won.
De Hopman Cup van 2014 trok 84.000 toeschouwers.

## Deelnemers
| Nr. | Land             | Groep | Team                                              | Resultaat  |
| --- | ---------------- | ----- | ------------------------------------------------- | ---------- |
| 1.  | Polen            | A     | Agnieszka Radwańska / Grzegorz Panfil             | finale     |
| 2.  | Verenigde Staten | B     | Sloane Stephens / John Isner                      | groepsfase |
| 3.  | Frankrijk        | B     | Alizé Cornet / Jo-Wilfried Tsonga                 | winnaars   |
| 4.  | Canada           | A     | Eugenie Bouchard / Milos Raonic                   | groepsfase |
| 5.  | Tsjechië         | B     | Petra Kvitová / Radek Štěpánek                    | groepsfase |
| 6.  | Italië           | A     | Flavia Pennetta / Andreas Seppi                   | groepsfase |
| 7.  | Australië        | A     | Samantha Stosur / Bernard Tomic                   | groepsfase |
| 8.  | Spanje           | B     | Anabel Medina Garrigues / Daniel Muñoz de la Nava | groepsfase |

## Groepsfase

### Groep A

#### Klassement
| Pos. | Land          | W | V | Wedstr. | Sets   |
| ---- | ------------- | - | - | ------- | ------ |
| 1.   | Polen (1)     | 3 | 0 | 7 – 2   | 15 – 7 |
| 2.   | Canada (4)    | 2 | 1 | 6 – 3   | 13 – 8 |
| 3.   | Italië (6)    | 1 | 2 | 2 – 10  | 5 – 21 |
| 4.   | Australië (7) | 0 | 3 | 3 – 6   | 9 – 14 |

#### Landenwedstrijden

##### Polen – Italië
| Vlag van Polen | Polen 3 | Perth, Australië 28 december 2013, 10:00 hardcourt | Perth, Australië 28 december 2013, 10:00 hardcourt | Perth, Australië 28 december 2013, 10:00 hardcourt | Italië 0 | Vlag van Italië |

|   |                                                                         |                                                                         | 1   | 2   | 3 |        |
| - | ----------------------------------------------------------------------- | ----------------------------------------------------------------------- | --- | --- | - | ------ |
| 1 | Agnieszka Radwańska Flavia Pennetta                                     | Agnieszka Radwańska Flavia Pennetta                                     | 6 2 | 6 2 |   |        |
| 2 | Grzegorz Panfil Andreas Seppi                                           | Grzegorz Panfil Andreas Seppi                                           | 6 4 | 2   |   | opgave |
| 3 | Agnieszka Radwańska / Grzegorz Panfil Flavia Pennetta / Oliver Anderson | Agnieszka Radwańska / Grzegorz Panfil Flavia Pennetta / Oliver Anderson | 6 2 | 6 1 |   |        |

In de gemengd-dubbelpartij nam de Australische junior Oliver Anderson de plaats in van Andreas Seppi.

##### Canada – Australië
| Vlag van Canada | Canada 2 | Perth, Australië 28 december 2013, 17:30 hardcourt | Perth, Australië 28 december 2013, 17:30 hardcourt | Perth, Australië 28 december 2013, 17:30 hardcourt | Australië 1 | Vlag van Australië |

|   |                                                                 |                                                                 | 1   | 2   | 3   |  |
| - | --------------------------------------------------------------- | --------------------------------------------------------------- | --- | --- | --- |  |
| 1 | Milos Raonic Bernard Tomic                                      | Milos Raonic Bernard Tomic                                      | 7 6 | 6 1 |     |  |
| 2 | Eugenie Bouchard Samantha Stosur                                | Eugenie Bouchard Samantha Stosur                                | 4 6 | 6 2 | 6 3 |  |
| 3 | Eugenie Bouchard / Milos Raonic Samantha Stosur / Bernard Tomic | Eugenie Bouchard / Milos Raonic Samantha Stosur / Bernard Tomic | 2 6 | 4 6 |     |  |

##### Polen – Canada
| Vlag van Polen | Polen 2 | Perth, Australië 29 december 2013, 17:30 hardcourt | Perth, Australië 29 december 2013, 17:30 hardcourt | Perth, Australië 29 december 2013, 17:30 hardcourt | Canada 1 | Vlag van Canada |

|   |                                                                       |                                                                       | 1    | 2   | 3        |  |
| - | --------------------------------------------------------------------- | --------------------------------------------------------------------- | ---- | --- | -------- |  |
| 1 | Agnieszka Radwańska Eugenie Bouchard                                  | Agnieszka Radwańska Eugenie Bouchard                                  | 6 3  | 67  | 6 2      |  |
| 2 | Grzegorz Panfil Milos Raonic                                          | Grzegorz Panfil Milos Raonic                                          | 7 61 | 6 3 |          |  |
| 3 | Agnieszka Radwańska / Grzegorz Panfil Eugenie Bouchard / Milos Raonic | Agnieszka Radwańska / Grzegorz Panfil Eugenie Bouchard / Milos Raonic | 3 6  | 7 5 | [3] [10] |  |

##### Italië – Australië
| Vlag van Italië | Italië 2 | Perth, Australië 31 december 2013, 10:00 hardcourt | Perth, Australië 31 december 2013, 10:00 hardcourt | Perth, Australië 31 december 2013, 10:00 hardcourt | Australië 1 | Vlag van Australië |

|   |                                                                 |                                                                 | 1   | 2   | 3   |  |
| - | --------------------------------------------------------------- | --------------------------------------------------------------- | --- | --- | --- |  |
| 1 | Flavia Pennetta Samantha Stosur                                 | Flavia Pennetta Samantha Stosur                                 | 6 4 | 6 4 |     |  |
| 2 | Andreas Seppi Bernard Tomic                                     | Andreas Seppi Bernard Tomic                                     | 6 4 | 3 6 | 2 6 |  |
| 3 | Flavia Pennetta / Andreas Seppi Samantha Stosur / Bernard Tomic | Flavia Pennetta / Andreas Seppi Samantha Stosur / Bernard Tomic | 6 3 | 6 4 |     |  |

##### Italië – Canada
| Vlag van Italië | Italië 0 | Perth, Australië 2 januari 2014, 10:00 hardcourt | Perth, Australië 2 januari 2014, 10:00 hardcourt | Perth, Australië 2 januari 2014, 10:00 hardcourt | Canada 3 | Vlag van Canada |

|   |                                                                |                                                                | 1   | 2   | 3 |        |
| - | -------------------------------------------------------------- | -------------------------------------------------------------- | --- | --- | - | ------ |
| 1 | Flavia Pennetta Eugenie Bouchard                               | Flavia Pennetta Eugenie Bouchard                               | 0 4 |     |   | opgave |
| 2 | Andreas Seppi Milos Raonic                                     | Andreas Seppi Milos Raonic                                     | 2 6 | 4 6 |   |        |
| 3 | Bojana Bobušić / Andreas Seppi Eugenie Bouchard / Milos Raonic | Bojana Bobušić / Andreas Seppi Eugenie Bouchard / Milos Raonic | 1 6 | 4 6 |   |        |

In de gemengd-dubbelpartij nam de Australische Bojana Bobušić de plaats in van Flavia Pennetta.

##### Polen – Australië
| Vlag van Polen | Polen 2 | Perth, Australië 2 januari 2014, 17:30 hardcourt | Perth, Australië 2 januari 2014, 17:30 hardcourt | Perth, Australië 2 januari 2014, 17:30 hardcourt | Australië 1 | Vlag van Australië |

|   |                                                                       |                                                                       | 1   | 2   | 3        |  |
| - | --------------------------------------------------------------------- | --------------------------------------------------------------------- | --- | --- | -------- |  |
| 1 | Agnieszka Radwańska Samantha Stosur                                   | Agnieszka Radwańska Samantha Stosur                                   | 3 6 | 6 4 | 6 3      |  |
| 2 | Grzegorz Panfil Bernard Tomic                                         | Grzegorz Panfil Bernard Tomic                                         | 1 6 | 4 6 |          |  |
| 3 | Agnieszka Radwańska / Grzegorz Panfil Samantha Stosur / Bernard Tomic | Agnieszka Radwańska / Grzegorz Panfil Samantha Stosur / Bernard Tomic | 1 6 | 7 5 | [10] [8] |  |

### Groep B

#### Klassement
| Pos. | Land                 | W | V | Wedstr. | Sets   |
| ---- | -------------------- | - | - | ------- | ------ |
| 1.   | Frankrijk (3)        | 3 | 0 | 7 – 2   | 15 – 6 |
| 2.   | Tsjechië (5)         | 2 | 1 | 4 – 2   | 14 – 5 |
| 3.   | Verenigde Staten (2) | 1 | 2 | 4 – 5   | 9 – 11 |
| 4.   | Spanje (8)           | 0 | 3 | 0 – 9   | 2 – 18 |

#### Landenwedstrijden

##### Tsjechië – Spanje
| Vlag van Tsjechië | Tsjechië 3 | Perth, Australië 29 december 2013, 10:00 hardcourt | Perth, Australië 29 december 2013, 10:00 hardcourt | Perth, Australië 29 december 2013, 10:00 hardcourt | Spanje 0 | Vlag van Spanje |

|   |                                                                                  |                                                                                  | 1   | 2   | 3 |  |
| - | -------------------------------------------------------------------------------- | -------------------------------------------------------------------------------- | --- | --- | - |  |
| 1 | Petra Kvitová Anabel Medina Garrigues                                            | Petra Kvitová Anabel Medina Garrigues                                            | 6 1 | 6 0 |   |  |
| 2 | Radek Štěpánek Daniel Muñoz de la Nava                                           | Radek Štěpánek Daniel Muñoz de la Nava                                           | 6 2 | 6 2 |   |  |
| 3 | Petra Kvitová / Radek Štěpánek Anabel Medina Garrigues / Daniel Muñoz de la Nava | Petra Kvitová / Radek Štěpánek Anabel Medina Garrigues / Daniel Muñoz de la Nava | 6 3 | 6 4 |   |  |

##### Verenigde Staten – Spanje
| Vlag van Verenigde Staten | Verenigde Staten 3 | Perth, Australië 30 december 2013, 10:00 hardcourt | Perth, Australië 30 december 2013, 10:00 hardcourt | Perth, Australië 30 december 2013, 10:00 hardcourt | Spanje 0 | Vlag van Spanje |

|   |                                                                                |                                                                                | 1   | 2   | 3        |  |
| - | ------------------------------------------------------------------------------ | ------------------------------------------------------------------------------ | --- | --- | -------- |  |
| 1 | Sloane Stephens Anabel Medina Garrigues                                        | Sloane Stephens Anabel Medina Garrigues                                        | 6 3 | 6 1 |          |  |
| 2 | John Isner Daniel Muñoz de la Nava                                             | John Isner Daniel Muñoz de la Nava                                             | 6 3 | 6 4 |          |  |
| 3 | Sloane Stephens / John Isner Anabel Medina Garrigues / Daniel Muñoz de la Nava | Sloane Stephens / John Isner Anabel Medina Garrigues / Daniel Muñoz de la Nava | 4 6 | 6 0 | [10] [4] |  |

##### Frankrijk – Tsjechië
| Vlag van Frankrijk | Frankrijk 2 | Perth, Australië 30 december 2013, 17:30 hardcourt | Perth, Australië 30 december 2013, 17:30 hardcourt | Perth, Australië 30 december 2013, 17:30 hardcourt | Tsjechië 1 | Vlag van Tsjechië |

|   |                                                                  |                                                                  | 1   | 2   | 3   |  |
| - | ---------------------------------------------------------------- | ---------------------------------------------------------------- | --- | --- | --- |  |
| 1 | Jo-Wilfried Tsonga Radek Štěpánek                                | Jo-Wilfried Tsonga Radek Štěpánek                                | 6 1 | 6 4 |     |  |
| 2 | Alizé Cornet Petra Kvitová                                       | Alizé Cornet Petra Kvitová                                       | 1 6 | 6 3 | 5 7 |  |
| 3 | Alizé Cornet / Jo-Wilfried Tsonga Petra Kvitová / Radek Štěpánek | Alizé Cornet / Jo-Wilfried Tsonga Petra Kvitová / Radek Štěpánek | 6 1 | 6 3 |     |  |

##### Verenigde Staten – Frankrijk
| Vlag van Verenigde Staten | Verenigde Staten 1 | Perth, Australië 1 januari 2014, 17:30 hardcourt | Perth, Australië 1 januari 2014, 17:30 hardcourt | Perth, Australië 1 januari 2014, 17:30 hardcourt | Frankrijk 2 | Vlag van Frankrijk |

|   |                                                                |                                                                | 1    | 2   | 3        |  |
| - | -------------------------------------------------------------- | -------------------------------------------------------------- | ---- | --- | -------- |  |
| 1 | Sloane Stephens Alizé Cornet                                   | Sloane Stephens Alizé Cornet                                   | 7 5  | 6 0 |          |  |
| 2 | John Isner Jo-Wilfried Tsonga                                  | John Isner Jo-Wilfried Tsonga                                  | 61 7 | 3 6 |          |  |
| 3 | Sloane Stephens / John Isner Alizé Cornet / Jo-Wilfried Tsonga | Sloane Stephens / John Isner Alizé Cornet / Jo-Wilfried Tsonga | 1 6  | 7 5 | [5] [10] |  |

##### Frankrijk – Spanje
| Vlag van Frankrijk | Frankrijk 3 | Perth, Australië 3 januari 2014, 10:00 hardcourt | Perth, Australië 3 januari 2014, 10:00 hardcourt | Perth, Australië 3 januari 2014, 10:00 hardcourt | Spanje 0 | Vlag van Spanje |

|   |                                                                                     |                                                                                     | 1   | 2   | 3   |  |
| - | ----------------------------------------------------------------------------------- | ----------------------------------------------------------------------------------- | --- | --- | --- |  |
| 1 | Alizé Cornet Anabel Medina Garrigues                                                | Alizé Cornet Anabel Medina Garrigues                                                | 6 2 | 6 2 |     |  |
| 2 | Jo-Wilfried Tsonga Daniel Muñoz de la Nava                                          | Jo-Wilfried Tsonga Daniel Muñoz de la Nava                                          | 6 4 | 67  | 6 2 |  |
| 3 | Alizé Cornet / Jo-Wilfried Tsonga Anabel Medina Garrigues / Daniel Muñoz de la Nava | Alizé Cornet / Jo-Wilfried Tsonga Anabel Medina Garrigues / Daniel Muñoz de la Nava | 8 3 |     |     |  |

##### Tsjechië – Verenigde Staten
| Vlag van Tsjechië | Tsjechië 3 | Perth, Australië 3 januari 2014, 17:30 hardcourt | Perth, Australië 3 januari 2014, 17:30 hardcourt | Perth, Australië 3 januari 2014, 17:30 hardcourt | Verenigde Staten 0 | Vlag van Verenigde Staten |

|   |                                                             |                                                             | 1   | 2 | 3 |           |
| - | ----------------------------------------------------------- | ----------------------------------------------------------- | --- | - | - | --------- |
| 1 | Petra Kvitová Sloane Stephens                               | Petra Kvitová Sloane Stephens                               | 6 3 |   |   | opgave    |
| 2 | Radek Štěpánek John Isner                                   | Radek Štěpánek John Isner                                   |     |   |   | walk-over |
| 3 | Petra Kvitová / Radek Štěpánek Sloane Stephens / John Isner | Petra Kvitová / Radek Štěpánek Sloane Stephens / John Isner |     |   |   | walk-over |

## Finale

### Polen – Frankrijk
| Vlag van Polen | Polen 1 | Perth, Australië 4 januari 2014, 17:30 hardcourt | Perth, Australië 4 januari 2014, 17:30 hardcourt | Perth, Australië 4 januari 2014, 17:30 hardcourt | Frankrijk 2 | Vlag van Frankrijk |

|   |                                                                         |                                                                         | 1   | 2   | 3   |  |
| - | ----------------------------------------------------------------------- | ----------------------------------------------------------------------- | --- | --- | --- |  |
| 1 | Grzegorz Panfil Jo-Wilfried Tsonga                                      | Grzegorz Panfil Jo-Wilfried Tsonga                                      | 3 6 | 6 3 | 3 6 |  |
| 2 | Agnieszka Radwańska Alizé Cornet                                        | Agnieszka Radwańska Alizé Cornet                                        | 6 3 | 67  | 6 2 |  |
| 3 | Agnieszka Radwańska / Grzegorz Panfil Alizé Cornet / Jo-Wilfried Tsonga | Agnieszka Radwańska / Grzegorz Panfil Alizé Cornet / Jo-Wilfried Tsonga | 0 6 | 2 6 |     |  |